# Alexandra Paul
Alexandra Paul   (Nova York, 29 de juliol de 1963) és una actriu, activista, entrenadora sanitària i exmodel nord-americana. Paul va començar el seu model de carrera a Nova York abans d'aterrar el seu primer paper principal a la pel·lícula de terror Christine (1983) de John Carpenter. Es van seguir amb papers destacats a American Flyers (1985), 8 Million Ways to Die en català Vuit milions de maneres de morir (1986) i Dragnet (1987).
És més coneguda pel seu paper com a tinent Stephanie Holden a la sèrie de televisió Baywatch de 1992 a 1997. Ha actuat en un total de més de 100 pel·lícules i programes de televisió.
Vegana convençuda, famosa així mateix pel seu activisme en defensa de la natura o la igualtat, vers els problemes de les superpoblació del planeta o contra la guerra, en accions públiques que lla han portat a ser detinguda en nombroses ocasions, quelcom que l'omple d'orgull.
Ha actuat en films com Paper Dolls (1982), en la qual interpreta el rol de Laurie, una jove model dominada per la seva mare, que cerca l'èxit a qualsevol preu. Christine (John Carpenter, 1983), en el paper de Leigh Cabot, la novia d'Arnie (Keith Gordon), propietari del Plymouth Fury que dona títol al fil. 8 Million Ways to Die (Hal Ashby, 1986), en la qual interpreta Sunny, una jove prostituta que demana protecció i ajuda a l'expolicia alcohòlica Mattew Scudder (Jeff Bridges) per poder deixar el narcotraficant que la controla.
El seu rol més destacat és el de la tinent Stephanie Holden en la reeixida sèrie de TV de David Hasselhoff, Baywatch. Tornà amb el repartiment original pel telefilm Baywatch: Hawaiian Wedding (Douglas Schwartz, 2003), encara que en un rol diferent al de la socorrista, degut al tràgic final d'Holden en la popular nissaga de platja.
El seu últim treball els drames Escaping My Stalker de Linden Ashby, en el qual encara una dona que adopta una noia del carrer; Pink Skies Ahead de Kelly Oxford (2020), i pròximament també Woods Floors de Mike Gutridge (2017) i Final 48 de Lisa Sanow.